# 北支那開發
北支那开發株式会社（北支那開発，きたしなかいはつ）是一家日本国策會社、投资公司和统制性企业，成立于1938年，該國策會社主持实施日本统制华北经济的方针政策和计划，並投资并统管交通、通讯、矿山等產業。

## 历史
1935年8月8日，满铁投资1000万元，在天津设立兴中公司，公司领导人均由满铁人员担任，三菱、三井、住友等日本财阀担任顾问。1937年9月提出了《兴中公司组织改正草案》，改组为“一元化的华北经济指导的综合机关”， 提出除自营的企业之外，对日军管理的铁路、矿山、公路、盐业等行业由兴中公司为主的委托经营； 对钢铁、煤炭加工、矿区之外的小矿、采金、电力、通讯、航空、矾土页岩、建港等行业要以兴中公司为中心进行调整。“协助占领地区的经济工作，负责经济诸机关及设施的保护管理及运营”， 全面配合日军“确保战果及维持地方治安”。 
1937年底日本政府在《华北经济开发方针》中决定，“为了开发和统制华北经济，设立一个国策会社，以体现举国一致的精神和动员全国产业的宗旨而建立的组织”。1938年3月，日本内阁制定了《北支那開發开发株式会社大纲》，4月公布了《北支那開發开发株式会社法》，11月7日在日本东京成立了由政府和军部主持成立了日本政府控股的北支那開發株式会社设立委员会，实收资本主要是日本政府以日军在华北佔據的中国产业的设施、设备、器材折价入股，政府利用占领地的资材和纸币投资，出资者集中于垄断资本。民间出资资本中，4万股以上的出资者有满铁、三菱、住友金属、住友本社、三井矿山、三井合名、三井物产、住友矿业。
北支那开發株式会社实际活动中心在北平，受兴亚院管轄。该会社一成立就根据其设立意见书和事业计划， 接收了满铁及其兴中公司在华北的企业。1939年底北支那開發对华北重要产业投资达10,471.8188万元，融资14,281.6568万元，共近2.5亿元，共有17个关系会社， 涉及交通、通讯、电力等国防基础产业，和矿山、盐业、棉业等重要国防资源产业，计划投资总额为21,707万元。至1942年子公司发展到30多个，1941年的投资额24,433.9万元，1942年的投资额30,104.8万元。农业、矿业资源及交通运输、发电等，都由该会社按一业一社的原则设立子公司，实行独占经营和一元化的统制，不能按一业一社统制生产的农牧产品和一部分矿产品，则设立相应的贩卖公司从事产品的运销。到1945年日本投降时止，直接投资的子公司一级的企业共有51个，并通过各项物资的调整和分配，控制了不属于它投资经营的民用工商业。
北支那開發一直運作至1945年日本戰敗。1945年日本战败后，北支那开發与其他国策会社一样，被駐日盟軍總司令指定为閉鎖機関，并于1945年9月30日正式关闭。

## 歴代總裁
- 大谷尊由（日语：大谷尊由）：1938年11月7日 - 1939年8月1日
- 賀屋興宣：1939年8月14日 - 1941年10月18日
- 津島壽一（日语：津島壽一）：1941年11月7日 - 1945年2月21日
- 八田嘉明（日语：八田嘉明）：1945年3月6日 - 1945年9月